# Dainis Kūla
Dainis Kūla (Tukums, 28 de abril de 1959) fue un atleta soviético, especializado en la prueba de lanzamiento de jabalina en la que llegó a ser campeón olímpico en 1980.

## Carrera deportiva
En los JJ. OO. de Moscú 1980 ganó la medalla de oro en el lanzamiento de jabalina, por delante de su compatriota Aleksandr Makarov y del alemán Wolfgang Hanisch.
Tres años más tarde, en el Mundial de Helsinki 1983 ganó la medalla de bronce, con un lanzamiento de 85.58 metros, tras el alemán Detlef Michel y el estadounidense Tom Petranoff.